# Relações entre Estados Unidos e Venezuela
As relações entre Estados Unidos e Venezuela são as relações diplomáticas bilaterais estabelecidas entre os Estados Unidos da América e a República Bolivariana da Venezuela. Relações estas caracterizadas por um significante fluxo comercial e cooperação no combate ao narcotráfico; além de certa estabilidade durante várias décadas de história política venezuelana. No entanto, ambos os países passaram por tensões diplomáticas após a ascensão de Hugo Chávez ao governo da Venezuela em 1999.
As tensões diplomáticas entre os dois países ampliaram-se após a Venezuela acusar o Governo Bush de apoiar abertamente o golpe de Estado em 2002. Conseguinte ao quadro, nos anos seguintes, a Venezuela passou a apontar os Estados Unidos como adversário dos interesses latino-americanos; tendo, por exemplo, suspendido relações com o país em solidariedade à Bolívia após um embaixador estadunidense ser acusado de cooperar com grupos paralelos. Em fevereiro de 2014, o governo venezuelano expulsou três embaixadores estadunidenses do país sob a acusação de promoção de violência.
Em 2014, as relações entre os dois países atingiram seu nível mais crítico após a imposição de sanções econômicas pelos Estados Unidos, sob a acusação de abuso de poder das forças policiais venezuelanas durante a onda de protestos contra Nicolás Maduro. Em contrapartida, a Venezuela tem citado uma suposta tentativa de golpe de Estado apoiada pelos Estados Unidos.

## História

### 1999 - 2013

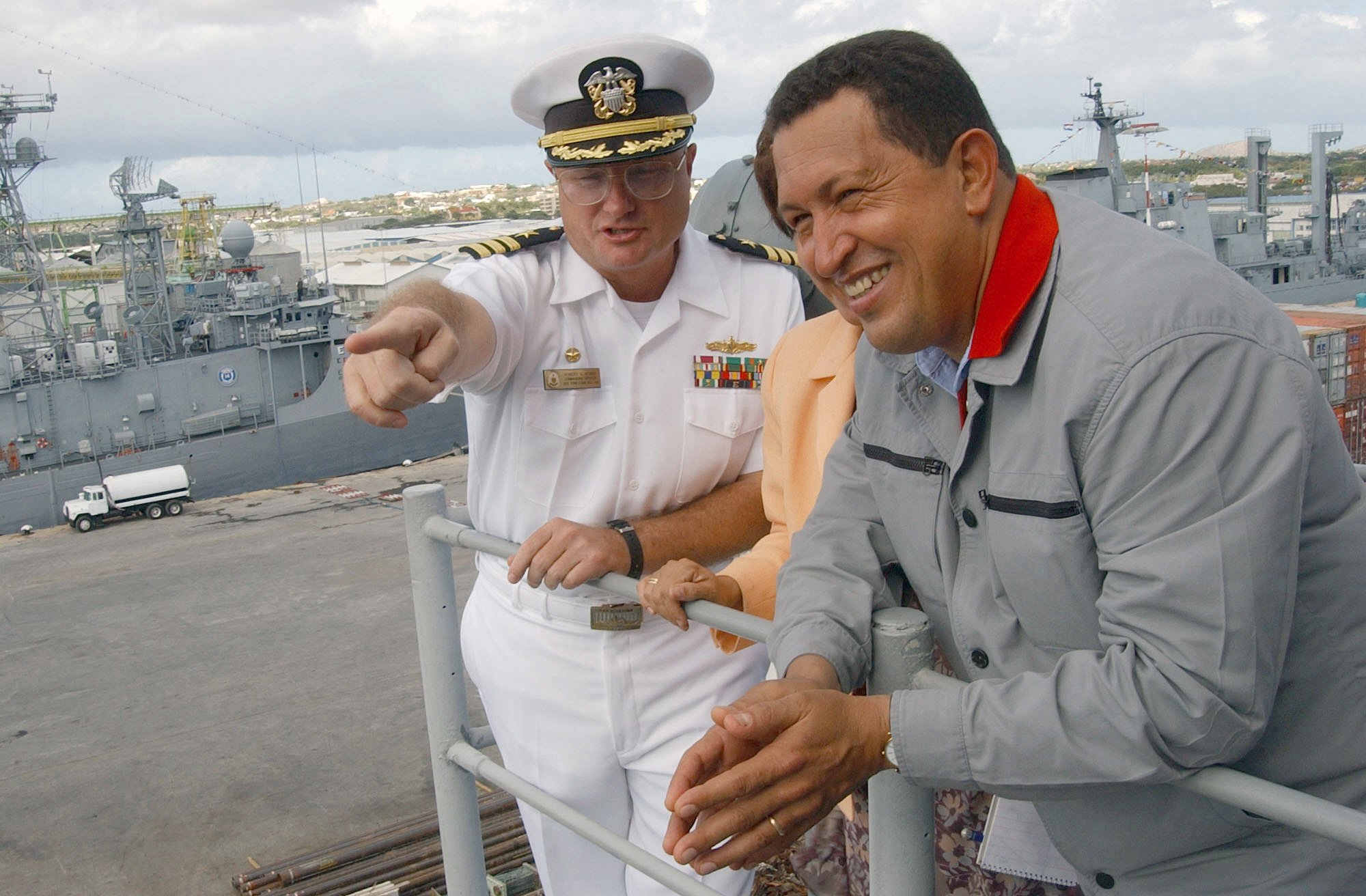
Presidente venezuelano Hugo Chávez a bordo do USS Yorktown, em 2002.

Após sua eleição em 1999, Hugo Chávez passou a reafirmar a soberania venezuelana sobre as reservas petrolíferas, o que desafiou a até então confortável posição dos Estados Unidos sobre e economia regional. O governo Chávez causou um impasse na privatização da companhia estatal PDVSA, elevando os royalties para investidores estrangeiros e eventualmente dobrando o produto interno bruto do país. As receitas da indústria petrolífera nacional foram deslocadas para programas sociais destinados a promover o desenvolvimento humano em áreas como saúde, educação, emprego, habitação, tecnologia, cultura, pensões e acesso a água potável.
O apoio público de Chávez a Cuba e sua admiração à figura de Fidel Castro chocaram-se contra a política de isolamento da ilha caribenha por parte dos Estados Unidos. Por conseguinte, os laços entre os dois países passaram a deteriorar-se gradativamente. Em 2000, quando a Venezuela assumiu a presidência rotativa da OPEC, Chávez empreendeu uma visita países membros do grupo, tornando-se o primeiro chefe de Estado a visitar oficialmente Saddam Hussein desde a Guerra do Golfo. A visita de Estado ao Iraque foi vista de forma controversa por parte dos venezuelanos e também pelos Estados Unidos.
Oposição à política externa estadunidense

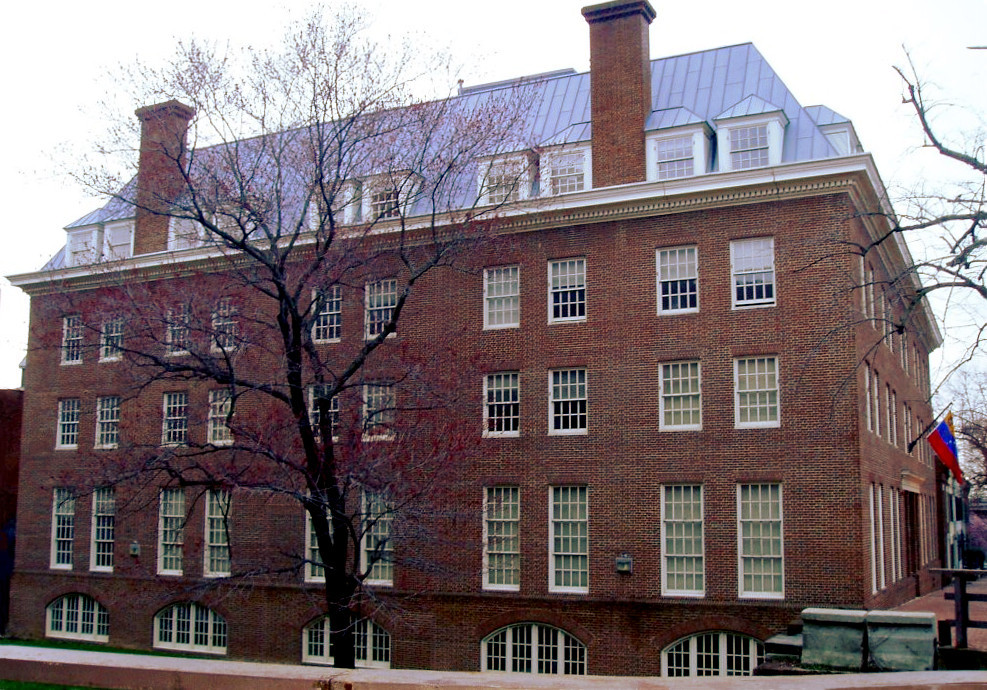
Embaixada da Venezuela, em Washington, D.C.

Desde o início do governo Bush em 2001, Chávez tornou-se um forte crítico da política externa e econômica dos Estados Unidos, condenando publicamente as medidas norte-americanas com relação ao Iraque, Haiti, Kosovo e Caribe. Chávez também acusou publicamente o envolvimento dos Estados Unidos da deposição do presidente haitiano Jean-Bertrand Aristide, em fevereiro de 2004. Em discurso à Assembleia Geral das Nações Unidas, o presidente venezuelano afirmou que George W. Bush promovia "uma falsa democracia elitista" e uma "democracia de bombas".
Em contrapartida, o governo Bush opôs-se arduamente às políticas de Chávez, e ainda que não reconhecesse de imediato o governo Carmon, demonstrou a intenção de apoiar o novo governo futuramente. O governo norte-americano chamou Chávez de "força negativa" na região e buscou apoio dos países vizinhas para isolar politicamente a Venezuela. Um deslize significativo ocorreu em 2005, na cimeira da Organização dos Estados Americanos (OEA), quando os Estados Unidos propuseram uma resolução para avaliar o teor democráticas de algumas nações do continente; a medida foi vista por analista como uma demonstração do apoio dos países latino-americanos a Chávez, suas políticas e seus pontos de vista.
Disputas pessoais
A retórica anti-americana de Chávez, por diversas vezes, tocava o campo pessoal. Em resposta à deposição do presidente haitiano Jean-Bertrand Aristide, em fevereiro de 2004, Chávez referiu-se a Bush como pendejo ("idiota" ou "estúpido" em espanhol); em outro discurso, o venezuelano repetiria as mesmas palavras com relação à Secretária de Estado Condoleezza Rice. Em discurso às Nações Unidas em 2006, Chávez referiu-se a George W. Bush como "o Diabo" ao aproximar-se da mesma tribuna usada pelo presidente americano no dia anterior, e completando que a mesma "ainda fedia a enxofre".
Administração Obama (2009 - 2013)

Em 2009, Barack Obama recebeu de presente de Hugo Chávez um exemplar de As Veias Abertas da América Latina.

Durante a Eleição presidencial em 2008, Chávez declarou que não apoiaria nenhum dos candidatos - Barack Obama ou John McCain - indicando que "ambos os candidatos atacam a Venezuela igualmente defendendo os interesses do império". Após a vitória de Obama, o Ministro das Relações Exteriores da Venezuela emitiu uma nota afirmando que o povo americano vivia um momento histórico ao escolher um "novo tipo" de diplomacia. Apesar das críticas iniciais, Chávez posteriormente disse à imprensa que gostaria de reunir-se com Obama o mais rápido possível. Contudo, em 22 de março de 2009, chamou o presidente estadunidense de "ignorante" e disse que "tinha o mesmo cheiro de Bush", após a acusação de apoiar as Forças Armadas Revolucionárias da Colômbia. Em resposta ao insultos, Obama afirmou que Chávez era "uma força que interrompia o progresso na região", resultando em sua decisão de suspender a nomeação de um embaixador à Venezuela.
Ambos os presidentes viriam a encontrar-se somente na Cúpula das Américas em 17 de abril de 2009, quando Chávez expressou intenção de ser "amigo" de Obama.
Em 10 de setembro de 2009, Hugo Chávez discursou na Universidade Russa da Amizade dos Povos. Na ocasião, declarou que "em toda a história, nunca houve um governo mais terrorista do que o império norte-americano", acrescentando que "o império ianque cairá" e "desaparecerá da face da Terra".
Desde 2010, Estados Unidos e Venezuela não possuem embaixadores em suas respectivas capitais. Pouco antes da eleição presidencial americana de 2012, Chávez anunciou que se fosse americano, votaria em Obama. Em 2013, pouco antes da morte de Chávez, o Presidente interno da Venezuela, Nicolás Maduro, expulsou dois militares norte-americanos do país sob a acusação de planejar contra os seus interesses. A Casa Branca respondeu às acusações expulsando dois diplomatas venezuelanos instalados no país.

### Presidência de Nicolás Maduro
Em 9 de março de 2015, o Presidente dos Estados Unidos Barack Obama assinou um decreto presidencial declarando a Venezuela uma "ameaça à segurança nacional" e impondo sanções contra sete representantes venezuelanos. Nicolás Maduro, por sua vez, denunciou as sanções como uma tentativa de prejudicar seu governo socialista. Em resposta, o governo norte-americano afirmou que as sanções seriam contra determinados indivíduos envolvidos em violação de direitos humanos na Venezuela, e concluindo que os Estados Unidos estavam "profundamente conscientes dos esforços do governo venezuelano em aumentar a intimidação de seus oponentes políticos".
A medida foi imediatamente criticada por outros países latino-americanos. A Comunidade de Estados Latino-Americanos e Caribenhos (CELAC) emitiu um comunicado através do qual criticava o que chamou de "medidas coercivas unilaterais contra o Direito Internacional". O Secretário-geral da Unasul, Ernesto Samper, afirmou que a organização rejeita "qualquer tentativa de interferência interna ou externa em conturbar o processo democrático na Venezuela."